# Pròcul Juli
Pròcul Juli (en llatí Proculus Julius) va ser un jove nascut a Alba Longa que pertanyia a la gens Júlia, el seu avantpassat més antic conegut. Titus Livi assegura la seva naixença a Alba Longa, i per tant, el seu origen troià.
Plutarc explica que Pròcul Juli era un company de Ròmul, i que després de la misteriosa desaparició del rei de Roma, va convocar una assemblea per explicar que havia tingut una visió del seu amic, on Ròmul hauria predit el gran destí de Roma. Va dir que Ròmul havia marxat per la voluntat dels déus i que havia demanat que a la nova ciutat fos adorat amb el nom de Quirí.